# Eustenancistrocerus transitorius
Eustenancistrocerus transitorius är en stekelart som först beskrevs av Mor.  Eustenancistrocerus transitorius ingår i släktet Eustenancistrocerus och familjen Eumenidae.

## Underarter
Arten delas in i följande underarter:
- E. t. hoberlandti
- E. t. mauritaniensis